# کریستین برتانی
کریستین برتانی (انگلیسی: Cristian Bertani؛ زادهٔ ۱۴ مارس ۱۹۸۱) بازیکن فوتبال اهل ایتالیا است.
از باشگاه‌هایی که در آن بازی کرده‌است می‌توان به باشگاه فوتبال ونتزیا، باشگاه فوتبال سمپدوریا، باشگاه فوتبال کومو، باشگاه فوتبال نووارا، و باشگاه فوتبال وارزه اشاره کرد.